# IEEE 802.1
IEEE 802.1는 IEEE 표준 협회 내 IEEE 802 프로젝트의 워킹그룹이다.
다음과 관련된 업무를 담당한다.
- 802 LAN/MAN 아키텍처
- 802 LAN, MAN, WAN 사이의 네트워킹
- 802 연결 보안
- 802 전체 네트워크 관리
- MAC & LLC 계층 위의 프로토콜 계층